# مجلة طبية
مجلة طبية أو دورية طبية هي مجلةٌ علميةٌ مراجعةٌ بالأقران، وتهدف لإيصال المعلومات الطبية إلى الأطباء وغيرهم من الممارسين الصحيين. يُطلق مصطلح المجلة الطبية العامة على المجلات التي تُغطي العديد من الاختصاصات الطبية.

## التاريخ
كانت المجلاتُ الطبية الأولى مجلاتٍ طبيةٍ عامة، حيث ظهرت للمرة الأولى في أواخر القرن الثامن عشر، أما المجلات الطبية المُتخصصة فقد ظهرت لأول مرةٍ في أوائل القرن العشرين. كانت أول مجلةٍ طبيةٍ تُنشر في المملكة المتحدة هي (بالإنجليزية: Medical Essays and Observations)‏، والتي تأسست عام 1731 ميلاديًا ونُشرت في إدنبرة، أما أول مجلة نُشرت في الولايات المتحدة هي (بالإنجليزية: The Medical Repository)‏، والتي تأسست عام 1797 ميلاديًا.
تُعد «مجلة اليعسوب» أول مجلةٍ طبيةٍ تصدر باللغة العربية، وكان ذلك في القاهرة عام 1865 ميلاديًا، حيث كانت تصدر شهريًا وتطبع بمطبعة بولاق الأميرية.

## انتقادات
انتقد ريتشارد سميث [الإنجليزية]، وهو محررٌ سابقٌ للمجلة الطبية البريطانية (اختصارًا BMJ)، العديد من جوانب نشر المجلات الطبية الحديثة.